# Thorbjørn Schierup
Thorbjørn Schierup (født 8. juni 1990) er en dansk sejler, der har vundet VM i laser radialjolle for U21 og U19 i henholdsvis 2010 og 2007. 
Schierup begyndte at sejle som otteårig, og han stiller op for Kaløvig Bådelaug. Han optrådte første gang på det danske seniorlandshold i 2009.
Han deltog i OL 2012 i laserjolle. OL-pladsen blev sikret med hans resultater ved VM i Perth i december 2011, og da han ved VM i Tyskland sluttede som nummer 50, bedre end den anden danske deltager Mads Bendix, blev Schierup udtaget som den danske deltager ved OL.
Ved OL 2012 blev han nummer 19 i det 49 mand store felt med 157 point i de ti sejladser. Hans bedste resultat var en femteplads i syvende sejlads.